# クリス・オルブライト
クリス・オルブライト（Christopher John Albright、1979年1月14日 - ）は、アメリカ合衆国の元サッカー選手。元アメリカ合衆国代表。ポジションはディフェンダー。

## 来歴
1999年9月にアメリカ代表デビュー。
翌年にはU-23代表としてシドニーオリンピックに出場、2得点をあげ、チームもベスト4となった。
また、2006 FIFAワールドカップのメンバーにも選出された。2007年までに21試合に出場、1得点をあげた。

## 代表歴

### 出場大会
- アメリカ代表
  - 2006 FIFAワールドカップ

### 試合数
- 国際Aマッチ 21試合 1得点（1999年-2007年）[1]

| アメリカ代表 | 国際Aマッチ | 国際Aマッチ |
| 年           | 出場        | 得点        |
| ------------ | ----------- | ----------- |
| 1999         | 1           | 1           |
| 2000         | 3           | 0           |
| 2001         | 3           | 0           |
| 2002         | 0           | 0           |
| 2003         | 0           | 0           |
| 2004         | 3           | 0           |
| 2005         | 7           | 0           |
| 2006         | 2           | 0           |
| 2007         | 2           | 0           |
| 通算         | 21          | 1           |